# Doliops geometrica
Doliops geometrica is een keversoort uit de familie van de boktorren (Cerambycidae). De wetenschappelijke naam van de soort werd in 1842 gepubliceerd door George Robert Waterhouse.